# Dr. Mario: Miracle Cure
Dr. Mario: Miracle Cure (Dr. MARIO ギャクテン！特効薬 & 細菌撲滅?, Dr. Mario Gyakuten! Tokkōyaku & Saikin Bokumetsu) è il settimo gioco della serie Dr. Mario, uscito per Nintendo 3DS nel 2015. È stato il titolo finale della serie di Mario ad essere rilasciato negli Stati Uniti con Satoru Iwata come produttore esecutivo, prima della sua morte nel luglio 2015.

## Modalità di gioco
Il gioco permette di scegliere fra tre modalità: 

### Dr. Mario
È la classica modalità della serie Dr. Mario.

### Dr. Luigi
È una modalità che prende spunto da "Operazione L" vista in Dr. Luigi

### Sterminavirus
È una modalità che prende spunto dall'omonimo gioco dove il giocatore, tenendo la console orizzontalmente, dovrà trascinare le mega-vitamine tramite il Touch Screen.

### Miracle Cure
Una nuova modalità che dà il nome al gioco. La "cura miracolosa" può essere ottenuta attraverso l'accumulazione di punti che andrà a riempire un indicatore che si trova accanto alla bottiglia dei virus e ogni cura miracolosa ha un effetto diverso (ad esempio distrugge tutti i virus e megavitamine di un solo colore, può far apparire una bomba che distrugge tutti i virus circostanti e megavitamine o far apparire un oggetto che cancella un'intera riga o colonna). Questi possono anche essere disattivati al momento di scegliere le impostazioni per il gioco come nei giochi del passato.

## Multiplayer
Il gioco possiede anche una modalità multiplayer online o locale. Quando si gioca "localmente", si può giocare ad una o due cartucce. Nella modalità multiplayer (online e locale) si può decidere se collaborare o se fare una gara 1 vs 1 (come in Dr. Mario 64) dove il giocatore sfrutta la "cura miracolosa" per ostacolare l'avversario (ad esempio può velocizzare la caduta delle mega-vitamine o invertire i comandi dell'avversario).